# Самсонов Анатолій Федорович
Анатолій Федорович Самсонов (нар. 2 квітня 1944) — радянський футболіст, нападник.
Виступав за клуби «Авангард»/«Гірник» (Кривий Ріг), «Шахтар» (Донецьк), «Карпати» (Львів), СКА (Київ), ЦСКА (Москва).